# Zborul 9525 al Germanwings
Zborul 9525 al companiei aeriene low-cost Germanwings cu destinația Barcelona (Spania) – Düsseldorf (Germania) s-a prăbușit după ce a dispărut de pe radar în jurul orei locale 11:20 pe data de 24 martie 2015, într-o zonă din preajma comunei Prads-Haute-Bléone (Provența-Alpi-Coasta de Azur). Toți cei 144 de pasageri și șase membri ai echipajului la bord au decedat. Accidentul ar fi fost provocat deliberat de către copilotul aeronavei, Andreas Lubitz.

## Pasageri și echipaj
| Naționalitate               | Nr. |
| --------------------------- | --- |
| Germania                    | 72  |
| Spania                      | 51  |
| Argentina                   | 3   |
| Kazahstan                   | 3   |
| Regatul Unit                | 3   |
| Statele Unite               | 3   |
| Australia                   | 2   |
| Columbia                    | 2   |
| Iran                        | 2   |
| Mexic                       | 2   |
| Maroc                       | 2   |
| Venezuela                   | 2   |
| Belgia                      | 1   |
| Chile                       | 1   |
| Danemarca                   | 1   |
| Israel                      | 1   |
| Olanda                      | 1   |
| Polonia                     | 1   |
| Turcia                      | 1   |
| Numărul total de victime    | 150 |
| Persoane cu dublă cetățenie | 4   |

Printre victime se aflau baritonul german Oleg Bryjak și contralta germană Maria Radner.

O clasă de 16 liceeni germani și cei doi profesori ai lor însoțitori, originari din orașul Haltern în Renania de Nord-Westfalia, la reîntoarcerea dintr-un schimb lingvistic la Llinars del Vallès, erau și ei prezenți în avion.